# Богданы (Ханты-Мансийский автономный округ)
Богданы — упразднённая деревня в Кондинском районе Ханты-Мансийского автономного округа — Югры Российской Федерации. Упразднена в 1983 году. Ныне территория сельского поселения Болчары. На год упразднения входила в состав Болчаровского сельсовета.

## География
Располагалась на побережье реки Конда, левом притоке Иртыша.

## История
До революции именовалась Юрты Богдановские.
В 1934 году был образован колхоз «17 лет октября» (известен председатель в 1943 году — Астафурова А.).
Решением райисполкома за № 192 от
10 июня 1983 года исключена из административного деления деревня
Богданы Болчаровского сельского Совета:9-10.

## Население
Имела 9 хозяйств, проживало 38 человек из них 28 русских, 10 остяки.

## Известные уроженцы, жители
- Григорьева, Антонина Георгиевна (1918—1998) — советский государственный и политический деятель.

## Инфраструктура
Население занималось рыболовством, охотой, сбором дикоросов. Выращивали
картофель, было дойное стадо коров. Действовали: пункты приема рыбы от Нахрачинского рыбозавода, клуб, начальная школа, интернат на 20 мест, медицинский пункт (им заведовала Шунькова Александра Ивановна (Мокроусова)). Также в деревне жили и работали рабочие леспромхоза.

## Транспорт
Зимник Кондинское — Болчары.